# Giuseppe Verdi
Giuseppe Fortunino Francesco Verdi, italijanski operni skladatelj, * 10. oktober 1813, Roncole (danes Roncole Verdi) pri Parmi, Italija, † 27. januar 1901, Milano, Italija.

## Življenje

### Mladost
Že kot mlad fant je pokazal velik talent za glasbo, ki ga je dokazal s stavki, napisanimi na starem klavirju, ki ga je igral pri tamkajnšnjem organistu Pietru Baistrocchiju. Le-ta je videl potencial v mladem Verdiju in je verjel, da mu bo v glasbenem svetu uspelo. Njegova glasbena izobrazba se je še dodatno obogatila v ogromni jezuitski knjižnici v Bussetu, ki pa je še danes v uporabi.
Glasbenih osnov in skladateljstva mu je podal Ferdinando Provesi, mojster lokalne filharmonije, dodatno pa se je izuril v Milanu. Ni bil sprejet na glasbeno akademijo (bil je prestar), zato se je tri leta učil kontrapunkt pri Vincenzu Lavigni, ki je bil čembalist v gledališču Scala. Istočasno je bil prisoten v več gledališčih po Milanu, da bi se razgledal in naučil delovanja takratne javne in zaodrne scene. Ker je bil Milano še vedno pod avstrijsko oblastjo, se je razgledal tudi na področju klasične dunajske glasbe. Njegova vpeljava v aristokracijo milanske družbe in povezave z gledališčem sta ga pripeljale do njegove usode - skladateljstva (namesto da bi se posvetil sakralni glasbi in vodil cerkvene zbore, je ustvarjal skoraj izključno gledališko glasbo).

### Zgodnje obdobje
Njegova prva opera (originalno Rochester), rezultat dolgotrajnega izpopolnjevanja, kasneje predelana v Oberta, conte di San Bonifacio ni požela velikega uspeha. Impresarij največjega milanskega gledališča - Bartolomeo Merelli - mu je ponudil pogodbo za še dve operi. Tako sta nastali komična opera Un giorno di regno, in njegova najuspešnejša in najbolj znana opera Nabucco, ki je prikazala Verdija v vsem njegovem sijaju. Po smrti prve žene in otrok je v gledališču spoznal svojo drugo življenjsko sopotnico Giuseppino Strepponi, operno pevko, ki je sodelovala na krstnih predstavah zgodnejših mojstrovih del.
Ta šablona, kjer se resnica podaja na plan v več valih, je bila ponovljena v njegovih naslednjih operah - I Lombardi alla prima crociata ter Ernani. Slog iz teh dveh oper je bil še boljši v delu I due Foscari in požlahtnjen v Alziri. Te opere iz Verdijeve zgodnje dobe ustvarjanja imajo vsaka svoj edinstven značaj, ker vsaka razišče in prikaže dogodke in zgodbo iz popolnoma druge luči. Kasneje, v delu Giovanna d'Arco, igra glavno vlogo nadnaravni element človeškega uma, in je zopet razkrit v valih. Z opero Macbeth je Verdi prvič sestavil osrednjo zgodbo precej Shakespearovsko, in je z glasbo posebej naglašal dramatične »vozle« v zgodbi.
Do svojega tridesetega leta je bil Verdi že širše poznan in uveljavljen skladatelj. Takrat je tudi postal zelo kritičen do vseh ostalih opernih piscev. Njegova dela so bila igrana v vseh najpomembnejših italijanskih opernih hišah. Toda tudi Verdi ni bil nekdo, ki bi pustil svojo slavo in ugled na cedilu, zato je sprejel vsak, še tako težak izziv. Predelal je opero I Lombardi v Jérusalem za francosko operno hišo, izkušnje iz tega podviga pa je spretno prenesel na naslednje delo - La battaglia di Legnano. Zatem so se nekako enakomerno zvrstila dela: Luisa Miller, Stiffelio ter Rigoletto, ki ga uvrščamo v sam vrh Verdijevega ustvarjanja, kjer se popolnoma perfektno zložena veriga zapletov in dogodkov neverjetno sklada z glasbeno spremljavo.

### Zrelo obdobje
Po enoletnem premoru je napisal La Traviato, ki je prav tako temeljila na individualnih človeških značajih, še isto leto pa je napisal tudi Il Trovatore, ki pa je bila drugačna.
Verdi je kasneje še enkrat v svoje roke vzel izziv francoske operne hiše, in z delom Siciljanske večernice pokazal, kaj zna. V njej mu je prvikrat uspelo vsaditi konflikte in težave cele države v posamezne osebe. Poleg prevoda dela Il Trovatore v Le Trouvere ter transformacije opere Stiffelio v Arolda, je Verdi še naprej eksperimentiral z novimi načini izražanja političnih tem in kontrastov skozi svoja dela (npr. delo Simon Boccanegra).
Kasneje, ko se je Verdi spet vrnil na francoski oder, je ponovno napisal Macbetha, in napisal novega Don Carlosa, v kateri je kljub izredni zapletenosti nekaterih prejšnjih zgodb sestavil najbolj zapleteno doslej.
Po vseh teh glasbenih uspehih je bil Verdi izbran celo za podpredsednika italijanske vlade, in je na Cavourjevo zahtevo sestavil himno za mednarodno razstavo (Universal Exposition) v Londonu. Med vsem tem dogajanjem mu je bilo vedno nekako žal, hkrati pa je bil jezen zaradi pomanjkanja italijanske narodne zavesti, čemur pa je pripomogel z rekviemom Mass, kot znak spoštovanja do kolega Rossinija, ki je umrl v času njegovega podpredsedovanja.
Stvarjenje Aide, ki jo je Ismail Pascia določil za »državno opero« Egipta, je rezultiralo v italijanski imitaciji francoske opére z veliko zapleti, razpleti ter prepletanjem strasti z glasbenim dogajanjem.

### Pozno obdobje
Inštrumentalna glasba s severne strani Alp je postajala vse bolj znana tudi v Italiji in je vzpodbujala Verdija, da je napisal Quartet, s katerim je pokazal, da se zna »bojevati« s svojimi stvaritvami. Ob smrti Allesandra Manzonija se je odločil napisati Rekviem, pri katerem si je pomagal z že napisanim zadnjim stavkom iz Rossinijevega Rekviema (Mass). Obdržal je tudi jasno izgovorjavo besedila ter milozvočnost iz prejšnjega tovrstnega dela.
Verdi se je po daljši dobi navideznega počivanja spravil h koreniti predelavi opere Simon Boccanegra, s tem pa je tudi pričel sodelovati z Arrigom Boitom, nato pa je ponovno predelal še »francoskega« Don Carlosa. Kasneje je Verdi napisal opero Otello (tokrat vsebina bistveno drugačna - izrazito verska), v kateri se kljub statičnemu toku glasbe in dogajanja najdejo  nekatere oblike iz prejšnjih dob njegovega ustvarjanja. Le v Verdijevem zadnjem delu - Falstaffu, je namesto jasno in lahko razvidnega dogajanja, akcije ter spletk zgodba postavljena izredno intelektualno igro, ki jo spremlja enako težko razvidna glasbena spremljava.
Verdi je torej eden izmed najpomembnejših opernih skladateljev glasbene romantike, ki pa je s svojimi zadnjimi operami uspešno razvil sodobnejše oblike. Imel je izreden občutek za dramatizacijo in bil je neverjeten melodik.
Nehote je postal glasnik gibanja za osvoboditev severne Italije izpod avstrijske oblasti in združitev Italije. Začetnice njegovega priimka so pomenile politično geslo Vittorio Emanuelle re d´Italia in zaradi tega je imel skladatelj nemalokrat težave s cenzuro.

## Opere
- Oberto, grof svetega Bonifacija (La Scala,  Milano, premiera 17. november 1839) - opera v dveh dejanjih (Temistocle Solera)
- En dan kraljevanja (La Scala, Milano, premiera 5. september 1840) - komična melodrama v dveh dejanjih (Felice Romani po komediji Lažnivi Stanislav Alexsandre Vincent PineuDuval)
- Nabucco (La Scala, Milano, premiera 9. marec 1842) - lirična opera v štirih dejanjih (Temistocle Solera po igri Nabucodonosor Francisa Comue)
- Lombardi na prvem križarskem pohodu (La Scala, Milano, premiera 11. februar 1843) - lirična opera v štirih dejanjih posvečena veliki vojvodinji Mariji Luizi Parmski (Temistocle Solera po pesnitvi Tommasa Grossija)
- Ernani (Teatro La Fenice, Benetke, premiera 9. marec 1844]]) - lirična opera v štirih dejanjih  (Francesco Maria Piave po igri Hernani Victorja Hugoja)
- Dva Foscarija ali Beneški dož (Teatro Argentina, Rim, premiera 3. november 1844) - lirična tragedija v treh dejanjih  (Francesco Maria Piave po literarni predlogi Lorda Byrona)
- Devica orleanska (La Scala, Milano, premiera 15. februar 1845) - lirična opera v treh dejanjih (Temistocle Solera po Schillerjevi drami)
- Alzira (Teatro San Carlo, Neapelj, premiera 12. avgust 1845) - lirična tragedija s prologom in dvema dejanjema (Salvatore Cammarano po Volterovi tragediji)
- Attila (Teatro La Fenice, Benetke, premiera 17. marec 1846) - lirična opera v treh dejanjih  (Temistocle Solera po izvirni drami Zachariasa Wernerja Atila, Kralj Hunov)
- Macbeth (Teatro della Pergola, Firence, premiera 14. marec 1847) - melodrama v štirih dejanjih (Francesco Maria Piave in Andrea Maffei po Shakespearovi tragediji)
- Razbojniki (London, premiera 22. julij 1847) - tragična melodrama v štirih dejanjih (Andrea Maffei po Schillerjevi drami Razbojnik)
- Jeruzalem, premiera 26. november 1847 v pariški Operi predelava opere Lombardi v prvi križarski vojni.
- Korzar (Teatro Grande, Trst, 25. oktober 1848) - melodrama v treh dejanjih (Francesco Maria Piave po pesnitvi Lorda Byrona)
- Bitka pri Legnanu (Teatro Argentina, Rim, premiera 27. januar 1849) - lirična tragedija v štirih dejanjih (Salvatore Cammarano po igri Josepha Mery)
- Luisa Miller (Teatro San Carlo, Neapelj, premiera 8. december 1849) - tragična melodrama v treh dejanjih (Salvatore Cammarano po Schillerjevi drami)
- Stiffelio (Teatro Grande, Trst, premiera 16. november 1850) - melodrama v treh dejanjih (Francesco Maria Piave po igri Emile Souvestre in Eugene Bourgeois)
- Rigoletto (Teatro La Fenice, Benetke, premiera 11. marec 1851) - melodrama v treh dejanjih (Francesco Maria Piave po drami Victorja Hugoja)
- Trubadur (Teatro Apollo, Rim, premiera 19. januar 1853) - drama v štirih dejanjih (Salvatore Cammarano, dokončal Leone Emanuele Bardare po igri Trubadur Antonia Garcie Gutierreza)
- Traviata (Teatro La Fenice, premiera 6. marec 1853) - melodrama v treh dejanjih (Francesco Maria Piave po igri Aleksandra Dumasa Dama s kamelijami)
- Sicilijanske večernice (Teatro de l'Operà, Pariz, premiera 13. junij 1855) - drama v petih dejanjih (Eugène Scribe in Charles Duveyrier)
- Simon Boccanegra (Teatro La Fenice, premiera 12. marec 1857) - melodrama v treh dejanjih s prologom (Francesco Maria Piave po igri Antonia Garcia Gutiereza. Predelana opera doživi ponovno premiero 24. marec 1881 v milanski Scali)
- Aroldo - premiera 16. avgust 1857 v Teatro Nuovo v Riminiju, libreto napisal Francesco Maria Piave
- Ples v maskah (Teatro Apollo,Rim, premiera 17. februar  1859) - melodrama v treh dejanjih Antonio Somma)
- Moč usode (Cesarsko gledališče, Peterburg, premiera 10. november 1862) - opera v štirih dejanjih (Francesco Maria Piave. Druga različica 27. februar 1869 v milanski Scali)
- Don Carlos (Teatro de l'Operà, Pariz, premiera 11. marec 1867) - velika opera v petih dejanjih (Joseph Méry in Camille Du Locle. Italijanska različica je imela premiero 10. januar 1884 v milanski Scali)
- Aida (Kairo, premiera 24. december 1871) - opera v štirih dejanjih  (Antonio Ghislanzoni)
- Otello (La Scala, Milano, premiera 5. februar 1887]) - lirična drama v štirih dejanjih (Arrigo Boito po Shakespearjevi tragediji)
- Falstaff (La Scala, Milano, premiera 9. februar 1893) - komična opera v treh dejanjih (Arrigo Boito po Shakespearjevih delih Falstaff in Henry IV)

## Ostala dela
- Libera me (napisano 1869 ob smrti italijanskega skladatelja Rossinija);
- Requiem (napisan 1874 ob smrti italijanskega pesnika Manzonija);
- Pater noster (1879);
- Ave Maria (1880).

## Spominska obeležja
- V Italiji obstaja cela vrsta gledališč poimenovanih po Verdiju (v Trstu, Parmi, Pisi, Firencah, Salernu in Bussettu).
- Verdijev spomenik stoji v Bussetu, v Parmi in v Milanu v Italiji ter v Golden Gate Parku v San Franciscu
- Na Beethovnovem polotoku na Alexanderrovem otoku le streljaj od Antarktike je Verdijev zaliv.
- Verdijev trg na Broadwayu in spomenik na West 72nd Street na Manhattnu .
- Asteroid 3975 Verdi je majhen asteroid na glavnem asteroidnem pasu. Odkril ga je Freimut Börngen leta 1982.